# Västra Ormsjö
Västra Ormsjö is een plaats in de gemeente Dorotea in het landschap Lapland en de provincie Västerbottens län in Zweden. De plaats heeft 55 inwoners (2005) en een oppervlakte van 37 hectare. De plaats ligt aan het meer Ormsjön.
Bestuurscentrum / Tätort: Dorotea
Småort: Avaträsk · Högland · Svanabyn · Västra Ormsjö
Overig: Bellvik · Borgafjäll · Fågelsta · Granåsen · Häggås · Korssele · Lajksjö · Lavsjö · Mårdsjö · Rajastrand · Risbäck · Storjola · Storbäck · Ullsjöberg · Östra Ormsjö